# Лусака (національний парк)
Національний парк Лусака розташований на південний схід від міста Лусака в Замбії. Це найновіший національний парк Замбії, заснований у 2011 році та офіційно відкритий у 2015 році. Парк також найменший національний парк Замбії, його площа становить 6715 га. Парк був створений на території, яка раніше була лісовим заповідником і повністю огороджена парканом. 